# Stefano Okaka
Stefano Okaka Chuka (Castiglione del Lago, 9 augustus 1989) is een Italiaanse voetballer van Nigeriaanse afkomst die doorgaans als aanvaller speelt. Hij verruilde Watford in september 2019 voor Udinese, dat hem in het voorgaande halfjaar al huurde. Okaka debuteerde in 2014 in het Italiaans voetbalelftal.

## Carrière

### Jeugd
Stefano Okaka werd in 1989 geboren in het Italiaanse Castiglione del Lago als de zoon van Doris en Austin Okaka. Zijn vader Austin migreerde in 1980 van Nigeria naar Italië.
De struise spits speelde zich in 2004 in de kijker bij de jeugd van AS Cittadella. Hij kon in die periode rekenen op de interesse van onder meer AC Milan en Aston Villa. Ook gewezen AS Roma-speler Zbigniew Boniek merkte zijn talent op en bood hem aan bij zijn vroegere ploeggenoot Bruno Conti, die op dat ogenblik voor de jeugdopleiding van Roma werkte.
Okaka werd eerst in het Campionato Allievi Nazionali ondergebracht. Na vervolgens elf doelpunten in evenveel duels mocht hij van coach Alberto De Rossi de overstap maken naar AS Roma Primavera. Met dat elftal werd hij in 2005 kampioen. Hij scoorde in zowel de halve finale tegen Juventus als de finale tegen Atalanta. Daarnaast speelde hij zich ook in de kijker op het Italiaanse jeugdtoernooi Viareggio Cup.

### AS Roma
Op de 30e speeldag van het seizoen 2004/05 in de Serie A mocht Okaka voor het eerst op de bank zitten bij AS Roma. Op 29 september 2005 debuteerde de 16-jarige spits in het eerste elftal van Roma in een UEFA Cup-wedstrijd tegen Aris Saloniki. Hij mocht toen van coach Luciano Spalletti in de terugwedstrijd in de basis starten. Nooit eerder had een Italiaanse club een jongere speler opgesteld in een Europese wedstrijd.
Zijn eerste doelpunt voor Roma scoorde hij op 8 december 2005, toen Roma in de tweede ronde van de Coppa Italia met 0-3 won van Napoli. Precies tien dagen later volgde zijn officieel debuut in de Serie A. Hij was 16 jaar en 125 dagen oud toen hij in de competitiewedstrijd tegen Sampdoria mocht invallen. Hij zou dat seizoen de bekerfinale bereiken met Roma. In de heenwedstrijd tegen Internazionale mocht hij na 80 minuten invallen voor Damiano Tommasi. Roma verloor de beker uiteindelijk na een gelijkspel (1-1) en een nederlaag (3-1). In het seizoen 2006/07 scoorde Okaka zijn eerste competitiedoelpunt en maakte hij ook zijn debuut in de UEFA Champions League. Dat jaar stonden Roma en Inter opnieuw in de bekerfinale. Ditmaal trok Roma aan het langste eind. Okaka zelf kwam in de finale niet in actie.
Op 8 augustus 2009 maakte hij tegen AA Gent zijn eerste Europese doelpunt voor Roma. De Italiaanse topclub won toen in de voorrondes van de UEFA Europa League met 1-7 van Gent.

### Modena en Brescia
In 2007 werd besloten om de jonge spits uit te lenen aan Modena FC, dat op dat ogenblik in de Serie B uitkwam. Okaka scoorde zeven keer voor de Italiaanse club en mocht tijdens de zomer van 2008 terugkeren naar Rome. Hij voltooide de voorbereiding en startte ook het nieuwe seizoen bij de topclub. Op 2 februari 2009, de laatste dag van de wintertransferperiode, werd hij voor een half jaar verhuurd aan Brescia, met wie hij net naast de promotie naar de Serie A zou grijpen.

### Fulham en Bari
In de zomer van 2009 keerde hij terug naar Roma, waar hij net als het vorige seizoen aan de heenronde van de competitie mocht beginnen. Okaka nam met Roma deel aan de UEFA Europa League en werd in de groepsfase winnaar in de poule van Fulham FC, FC Basel en CSKA Sofia. De spits scoorde tegen zowel Fulham als Sofia. Tijdens de winterstop werd hij voor een half jaar overgenomen door het Fulham van trainer Roy Hodgson. Bij de Engelse club speelde hij elf wedstrijden. In de UEFA Europa League, waarin Fulham de finale zou bereiken, mocht hij niet meer in actie komen omdat hij eerder al Europees had gespeeld voor Roma.
Na het seizoen 2009/10 keerde Okaka terug naar Roma, waar hij net als de twee vorige seizoenen aan de heenronde van de competitie mocht beginnen. De spits kwam voor de winterstop slechts vier keer in actie voor het elftal van trainer Claudio Ranieri en mocht in januari 2011 opnieuw vertrekken. Okaka werd voor een half seizoen uitgeleend aan reeksgenoot Bari. Hoewel hij twee belangrijke doelpunten scoorde voor zijn nieuwe club werd Bari laatste in de Serie A.

### Parma en Spezia
Okaka belandde na de degradatie van Bari opnieuw in Rome, waar de Spanjaard Luis Enrique inmiddels hoofdcoach was geworden. Maar zowel de nieuwe trainer als Okaka kon het Romeinse publiek niet overtuigen. Midden augustus mocht Okaka verrassend in de basis starten in de Europa League-wedstrijd tegen Slovan Bratislava, terwijl aanvoerder en clubicoon Francesco Totti zich tevreden moest stellen met een plaats op de bank. In diezelfde periode werd Okaka door Roma-supporters aangevallen nadat hij geweigerd had om handtekeningen uit te delen.
In de Serie A kwam Okaka niet meer in actie voor Roma. Op 22 januari 2012 werd hij door de club uitgeleend aan Parma. Op 7 maart 2012 scoorde hij tegen Fiorentina zijn eerste doelpunt voor zijn nieuwe club. Op 20 augustus 2012 besloot Parma om hem definitief over te nemen van Roma, waarna hij voor een seizoen werd uitgeleend aan Spezia, dat net naar de Serie B was gepromoveerd.
De inmiddels 23-jarige spits speelde zich bij Spezia in de kijker met zeven doelpunten en zes assists. Na de uitleenbeurt mocht hij terugkeren naar Parma, maar ook ditmaal kon hij niet doorbreken. In het seizoen 2013/14 mocht hij slechts twee keer invallen in de Serie A.

### Sampdoria
Op 31 januari 2014 tekende Okaka een contract bij Sampdoria, terwijl spits Nicola Pozzi de omgekeerde beweging maakte. In zijn eerste maanden voor zijn nieuwe werkgever wist hij meteen vijf keer te scoren.
In het daaropvolgende seizoen 2014/15 ontpopte Okaka zich onder trainer Siniša Mihajlović tot een vaste waarde bij Sampdoria. De struise spits maakte op 14 september 2014 tegen Torino een mooi doelpunt na een lange soloactie. Een maand later werd hij voor het eerst geselecteerd voor het Italiaans voetbalelftal.

### RSC Anderlecht
Okaka tekende op 28 juli 2015 een contract tot medio 2019 bij RSC Anderlecht. Dat betaalde circa drie miljoen euro voor hem aan Sampdoria. Hij debuteerde aan Den Dreef op 2 augustus 2015 tegen OHL, maar scoorde niet. Op 30 augustus wist hij een eerste maal te scoren voor zijn nieuwe club in een 0-3 overwinning op het veld van Westerlo.

## Clubstatistieken
| Seizoen     | Club                | Competitie     | Competitie | Competitie | Competitie | Beker | Beker | Beker | Internationaal | Internationaal | Internationaal | Totaal | Totaal | Totaal |
| Seizoen     | Club                | Competitie     | Wed.       | Dlp.       | Ass.       | Wed.  | Dlp.  | Ass.  | Wed.           | Dlp.           | Ass.           | Wed.   | Dlp.   | Ass.   |
| ----------- | ------------------- | -------------- | ---------- | ---------- | ---------- | ----- | ----- | ----- | -------------- | -------------- | -------------- | ------ | ------ | ------ |
| 2005/06     | AS Roma             | Serie A        | 8          | 0          | 1          | 6     | 1     | 0     | 3              | 0              | 1              | 17     | 1      | 2      |
| 2006/07     | AS Roma             | Serie A        | 6          | 1          | 0          | 2     | 0     | 0     | 3              | 0              | 0              | 11     | 1      | 0      |
| Club Totaal | Club Totaal         | Club Totaal    | 14         | 1          | 1          | 8     | 1     | 0     | 6              | 0              | 1              | 28     | 2      | 2      |
| 2007/08     | → Modena            | Serie B        | 33         | 7          | 0          | 1     | 0     | 0     | —              | —              | —              | 34     | 7      | 0      |
| Club Totaal | Club Totaal         | Club Totaal    | 33         | 7          | 0          | 1     | 0     | 0     | 0              | 0              | 0              | 34     | 7      | 0      |
| 2008/09     | AS Roma             | Serie A        | 9          | 0          | 1          | 2     | 0     | 0     | 1              | 0              | 0              | 12     | 0      | 1      |
| Club Totaal | Club Totaal         | Club Totaal    | 23         | 1          | 2          | 10    | 1     | 0     | 7              | 0              | 1              | 40     | 2      | 3      |
| 2008/09     | → Brescia           | Serie B        | 18         | 2          | 1          | 0     | 0     | 0     | —              | —              | —              | 18     | 2      | 1      |
| Club Totaal | Club Totaal         | Club Totaal    | 18         | 2          | 1          | 0     | 0     | 0     | 0              | 0              | 0              | 18     | 2      | 1      |
| 2009/10     | AS Roma             | Serie A        | 7          | 1          | 1          | 1     | 0     | 1     | 6              | 3              | 0              | 14     | 4      | 2      |
| Club Totaal | Club Totaal         | Club Totaal    | 30         | 2          | 3          | 11    | 1     | 1     | 13             | 3              | 1              | 54     | 6      | 5      |
| 2009/10     | → Fulham            | Premier League | 11         | 2          | 0          | 2     | 1     | 0     | —              | —              | —              | 13     | 3      | 0      |
| Club Totaal | Club Totaal         | Club Totaal    | 11         | 2          | 0          | 2     | 1     | 0     | 0              | 0              | 0              | 13     | 3      | 0      |
| 2010/11     | AS Roma             | Serie A        | 4          | 0          | 0          | 1     | 0     | 0     | 0              | 0              | 0              | 5      | 0      | 0      |
| Club Totaal | Club Totaal         | Club Totaal    | 34         | 2          | 3          | 12    | 1     | 1     | 13             | 3              | 1              | 59     | 6      | 5      |
| 2010/11     | → Bari              | Serie A        | 10         | 2          | 0          | 0     | 0     | 0     | —              | —              | —              | 10     | 2      | 0      |
| Club Totaal | Club Totaal         | Club Totaal    | 10         | 2          | 0          | 0     | 0     | 0     | 0              | 0              | 0              | 10     | 2      | 0      |
| 2011/12     | AS Roma             | Serie A        | 0          | 0          | 0          | 0     | 0     | 0     | 2              | 0              | 0              | 2      | 0      | 0      |
| Club Totaal | Club Totaal         | Club Totaal    | 34         | 2          | 3          | 12    | 1     | 1     | 15             | 3              | 1              | 61     | 6      | 5      |
| 2011/12     | → Parma             | Serie A        | 14         | 3          | 0          | 0     | 0     | 0     | —              | —              | —              | 14     | 3      | 0      |
| Club Totaal | Club Totaal         | Club Totaal    | 14         | 3          | 0          | 0     | 0     | 0     | 0              | 0              | 0              | 14     | 3      | 0      |
| 2012/13     | → Spezia            | Serie B        | 38         | 7          | 6          | 0     | 0     | 0     | —              | —              | —              | 38     | 7      | 6      |
| Club Totaal | Club Totaal         | Club Totaal    | 38         | 7          | 6          | 0     | 0     | 0     | 0              | 0              | 0              | 38     | 7      | 6      |
| 2013/14     | Parma               | Serie A        | 2          | 0          | 0          | 0     | 0     | 0     | —              | —              | —              | 2      | 0      | 0      |
| Club Totaal | Club Totaal         | Club Totaal    | 16         | 3          | 0          | 0     | 0     | 0     | 0              | 0              | 0              | 16     | 3      | 0      |
| 2013/14     | Sampdoria           | Serie A        | 13         | 5          | 4          | 0     | 0     | 0     | —              | —              | —              | 13     | 5      | 4      |
| 2014/15     | Sampdoria           | Serie A        | 32         | 4          | 2          | 2     | 0     | 1     | —              | —              | —              | 34     | 4      | 3      |
| Club Totaal | Club Totaal         | Club Totaal    | 45         | 9          | 6          | 2     | 0     | 1     | 0              | 0              | 0              | 47     | 9      | 7      |
| 2015/16     | RSC Anderlecht      | Eerste klasse  | 37         | 15         | 3          | 2     | 0     | 1     | 10             | 2              | 0              | 49     | 17     | 4      |
| Club Totaal | Club Totaal         | Club Totaal    | 37         | 15         | 3          | 2     | 0     | 1     | 10             | 2              | 0              | 49     | 17     | 4      |
| 2016/17     | Watford FC          | Premier League | 19         | 4          | 0          | 1     | 0     | 0     | —              | —              | —              | 20     | 4      | 0      |
| 2017/18     | Watford FC          | Premier League | 15         | 1          | 1          | 1     | 0     | 0     | —              | —              | —              | 16     | 1      | 1      |
| 2018/19     | Watford FC          | Premier League | 2          | 0          | 0          | 1     | 0     | 0     | —              | —              | —              | 3      | 0      | 0      |
| Club Totaal | Club Totaal         | Club Totaal    | 36         | 5          | 1          | 3     | 0     | 0     | 0              | 0              | 0              | 39     | 5      | 1      |
| 2018/19     | → Udinese           | Serie A        | 16         | 6          | 1          | 0     | 0     | 0     | —              | —              | —              | 16     | 6      | 1      |
| 2019/20     | Udinese             | Serie A        | 33         | 8          | 2          | 0     | 0     | 0     | —              | —              | —              | 33     | 8      | 2      |
| 2020/21     | Udinese             | Serie A        | 22         | 4          | 1          | 1     | 0     | 0     | —              | —              | —              | 23     | 4      | 1      |
| 2021/22     | Udinese             | Serie A        | 2          | 0          | 1          | 1     | 0     | 0     | —              | —              | —              | 3      | 0      | 1      |
| Club Totaal | Club Totaal         | Club Totaal    | 73         | 18         | 5          | 2     | 0     | 0     | 0              | 0              | 0              | 75     | 18     | 5      |
| 2021/22     | Istanbul Başakşehir | Süper Lig      | 31         | 12         | 3          | 1     | 0     | 0     | —              | —              | —              | 32     | 12     | 3      |
| 2022/23     | Istanbul Başakşehir | Süper Lig      | 18         | 1          | 1          | 2     | 1     | 0     | 13             | 5              | 2              | 33     | 7      | 3      |
| Club Totaal | Club Totaal         | Club Totaal    | 49         | 13         | 4          | 3     | 1     | 0     | 13             | 5              | 2              | 65     | 19     | 6      |
| TOTAAL      | TOTAAL              | TOTAAL         | 400        | 85         | 29         | 27    | 3     | 3     | 38             | 10             | 3              | 465    | 98     | 35     |

## Nationale ploeg
In 2007 verwierf Okaka de Italiaanse nationaliteit. Datzelfde jaar maakte hij zijn debuut voor het Italiaans elftal onder 19 jaar, met wie hij in juli 2008 zou deelnemen aan het EK onder 19 in Tsjechië. Italië verloor op dat toernooi in de finale met 3-1 van Duitsland. Na afloop werd hij door de UEFA beschouwd als een van de tien toptalenten van het EK.
In april 2014 overwoog Okaka om over te stappen naar de nationale ploeg van Nigeria, dat enkele maanden later zou deelnemen aan het WK in Brazilië. Uiteindelijk koos hij voor zijn geboorteland Italië.
Op 18 november 2014 werd hij door bondscoach Antonio Conte geselecteerd voor een vriendschappelijk duel tegen Albanië. Okaka maakte in de tweede helft zijn officieel debuut voor de Azzurri. Hij viel in voor Sebastian Giovinco en scoorde het enige doelpunt van de wedstrijd. De interland vond plaats in het Stadio Luigi Ferraris, de thuishaven van zijn toenmalige werkgever Sampdoria. Op 13 november 2015 viel hij in voor Graziano Pellè in de 80ste minuut tijdens de oefeninterland België-Italië.
| Interlands van Stefano Okaka voor Italië | Interlands van Stefano Okaka voor Italië | Interlands van Stefano Okaka voor Italië | Interlands van Stefano Okaka voor Italië | Interlands van Stefano Okaka voor Italië | Interlands van Stefano Okaka voor Italië |
| №                                        | Datum                                    | Wedstrijd                                | Uitslag                                  | Competitie                               | Goals                                    |
| Als speler van Sampdoria                 | Als speler van Sampdoria                 | Als speler van Sampdoria                 | Als speler van Sampdoria                 | Als speler van Sampdoria                 | Als speler van Sampdoria                 |
| ---------------------------------------- | ---------------------------------------- | ---------------------------------------- | ---------------------------------------- | ---------------------------------------- | ---------------------------------------- |
| 1                                        | 18 november 2014                         | Italië – Albanië                         | 1 – 0                                    | Vriendschappelijk                        | 1                                        |
| Als speler van RSC Anderlecht            |                                          |                                          |                                          |                                          |                                          |
| 2                                        | 13 november 2015                         | België – Italië                          | 3 – 1                                    | Vriendschappelijk                        | 0                                        |
| 3                                        | 17 november 2015                         | Italië – Roemenië                        | 2 – 2                                    | Vriendschappelijk                        | 0                                        |
| 4                                        | 29 maart 2016                            | Duitsland – Italië                       | 4 – 1                                    | Vriendschappelijk                        | 0                                        |
| Als speler van Udinese                   |                                          |                                          |                                          |                                          |                                          |
| 5                                        | 15 november 2020                         | Italië – Polen                           | 2 – 0                                    | UEFA Nations League A                    | 0                                        |

## Palmares
AS Roma
- Coppa Italia (1): 2007